# Naissance en 1032
Naissance
- 1028
- 1029
- 1030
- 1031
- 1032
- 1033
- 1034
- 1035
- 1036

Cette page dresse une liste de personnalités nées au cours de l'année 1032 :
- 16 février, Song Yingzong,  né Zhao Zongshi, cinquième empereur de la dynastie Song.
- 14 septembre, Liao Daozong, empereur de la dynastie Liao.

- Abe no Munetō, samouraï du clan Abe.
- Gao (en), impératrice consort chinoise.
- Cheng Hao, philosophe chinois de la dynastie Song.
- Hugues de Grandmesnil, seigneur de Grandmesnil.
- Élisabeth de Kiev, reine de Norvège.
- Touzi Yiqing (en), moine bouddhiste.

Naissances vers 1032
- Ermengarde de Tonnerre, comte de Tonnerre.
- Herbert IV de Vermandois, comte de Vermandois.